# Bathing Made Easy
Bathing Made Easy è un cortometraggio muto del 1902 diretto e interpretato da Cecil M. Hepworth.

## Trama
Due uomini si recano sulle sponde di un fiume, si spogliano e, quando si tolgono i vestiti, appaiono in costume da bagno. Si tuffano allora in acqua: da questo momento, la pellicola comincia a girare al contrario, mostrando i bagnanti che saltano fuori dal fiume e i loro abiti, posati a terra, prendono vita e tornano addosso alla coppia che finisce vestita come si era presentata all'inizio.

## Produzione
Il film fu prodotto dalla Hepworth.

## Distribuzione
Distribuito dalla Edison Manufacturing Company, il film - un cortometraggio di cui non si conosce la durata - probabilmente uscì nelle sale cinematografiche USA nel 1902.
Non si hanno altre notizie del film che si ritiene perduto, forse distrutto nel 1924 quando il produttore Cecil M. Hepworth, ormai fallito, cercò di recuperare l'argento del nitrato fondendo le pellicole.